# Stazione di Saint-Lô
La stazione di Saint-Lô (Gare de Saint-Lô in francese) è la stazione ferroviaria della cittadina francese di Saint-Lô.

## Movimenti
La stazione è servita dai treni regionali TER Normandie.